# Hansonia aliciae
Hansonia aliciae is een insect dat behoort tot de orde vliesvleugeligen (Hymenoptera) en de familie van de schildwespen (Braconidae). De wetenschappelijke naam van de soort werd voor het eerst geldig gepubliceerd door Imelda Mercado in 2003.
De soort werd aangetroffen in Jalisco (Mexico) en is genoemd naar Alicia Rodriguez Palafox, die verscheidene specimens van de soort verzamelde.